# 細鬚櫛石首魚
細鬚櫛石首魚為輻鰭魚綱鱸形目鱸亞目石首魚科的其中一種，分布於西大西洋區，從加勒比海至巴西海域，棲息深度10-130公尺，本魚身體銀色或灰色，背部和上腹部白色，裡面的鰓蓋黑色，外部出現一個黑暗的三角形斑。棘背鰭上半部分暗色，其他鰭白色。嘴中等大，下巴尖具靈活的觸鬚，背鰭硬棘11枚;背鰭軟條21-24枚;臀鰭硬棘2枚;臀鰭軟條7-8枚，體長可達21公分，棲息在沿岸沙泥底質海域，以蝦子為食，可做為食用魚。